# Udo Kier
Udo Kierspe (Colônia, 14 de outubro de 1944), conhecido profissionalmente como Udo Kier, é um ator alemão. conhecido principalmente por seu trabalho em filmes de terror e exploitation. Kier apareceu em mais de 220 filmes, tanto em papéis de protagonista quanto de coadjuvante na Europa e nas Américas. Ele colaborou com cineastas aclamados como Lars von Trier, Gus Van Sant, Werner Herzog, Rainer Werner Fassbinder, Walerian Borowczyk, Kleber Mendonça Filho, Dario Argento, Charles Matton, Guy Maddin, Alexander Payne e Paul Morrissey.

## Biografia
O hospital que ele nasceu foi bombardeado momentos após seu nascimento. Seu pai era ausente durante a maior parte de sua infância. Kier se mudou para a Inglaterra aos dezoito anos de idade, em 1962.

## Vida Pessoal
Kier é abertamente gay.

## Filmografia
- La stagione dei sensi (1969)
- Proklisis (1970)
- Hexen bis aufs Blut gequält (1970)
- Erotomaneis (1971)
- Anilikes amartoles (1972)
- The Salzburg Connection (1972)
- Flesh for Frankenstein (1973) / Andy Warhol's Frankenstein (1973)
- Blood for Dracula / Andy Warhol's Dracula (1974)
- Der Letzte Schrei (1975)
- Story of O (1975)
- Exposé (1976)
- Spermula (1976)
- Suspiria (1977)
- Hungarian Rhapsody (1979)
- Nárcisz és Psziché (1980)
- Docteur Jekyll et les femmes (1981)
- Pankow '95 (1983)
- Der Unbesiegbare (1985)
- Verführung: Die grausame Frau (1985)
- Egomania - Insel ohne Hoffnung (1986)
- Epidemic (1987)
- Medea (1988)
- 100 Jahre Adolf Hitler - Die letzte Stunde im Führerbunker (1989)
- My Own Private Idaho (1991)
- Europa (1991)
- Terror 2000 - Intensivstation Deutschland (1992)
- For Love Or Money (1993)
- Ace Ventura: Pet Detective (1994)
- Rotwang muß weg! (1994)
- The Kingdom (1994) (minissérie)
- A Trick of Light (1995)
- Ausgestorben (1995)
- Johnny Mnemonic (1995)
- Nur über meine Leiche (1995)
- United Trash (1996)
- Barb Wire (1996)
- Breaking the Waves (1996)
- The Adventures of Pinocchio (1996)
- Betty (1997)
- Prince Valiant (1997)
- The Kingdom II (1997) (minissérie)
- Armageddon (1998)
- Blade (1998)
- Modern Vampires (1998)
- Killer Deal (1998)
- End of Days (1999)
- Final Run (1999)
- History Is Made at Night (1999)
- Besat (1999)
- The Debtors (1999)
- Unter den Palmen (1999)
- The New Adventures of Pinocchio (1999)
- Critical Mass (2000)
- Citizens of Perpetual Indulgence (2000)
- Shadow of the Vampire (2000)
- Dancer in the Dark (2000)
- Red Letters (2000)
- Just One Night (2000)
- Doomsdayer (2000)
- Double Deception (2001)
- Die Gottesanbeterin (2001)
- Invincible (2001)
- Megiddo: The Omega Code 2 (2001)
- All the Queen's Men (2001)
- Revelation (2001)
- Auf Herz und Nieren (2002)
- Broken Cookies (2002) (também diretor)
- FeardotCom (2002)
- Mrs Meitlemeihr (2002)
- Pigs Will Fly (2002)
- Montewood Hollyverità (2003)
- Love Object (2003)
- Dogville (2003)
- Gate to Heaven (2003)
- Paranoia 1.0 (2004)
- Sawtooth (2004)
- Jargo (2004)
- Modigliani (2004)
- Evil Eyes (2004)
- Dracula 3000 (2004)
- Surviving Christmas (2004)
- Children of Wax (2005)
- One More Round (2005)
- Headspace (2005)
- Wit's End (2005)
- Manderlay (2005)
- John Carpenter's Cigarette Burns (2005)
- BloodRayne (2006)
- Pray for Morning (2006)
- Holly (2006)
- Crusade in Jeans (2006)
- Fall Down Dead (2007)
- Grindhouse (2007)
- Halloween (2007)
- The Mother of Tears (2007)
- Pars: Operation Cherry (2007)
- Tell (2007)
- Far Cry (2008)
- 1½ Knights -- In Search of the Ravishing Princess Herzelinde (2008)
- Lulu and Jimi (2009)
- Night of the Templar (2009)
- House of Boys (2009)
- Inglourious Basterds (2009)
- Soul Kitchen (2009)
- Metropia (2009) (voz)
- My Son, My Son, What Have Ye Done? (2010)
- Chuck (2010)
- Die Blutgräfin (2011)
- Iron Sky (2011)
- Melancholia (2011)
- Bacurau (filme) (2019)

### Games
- Command & Conquer: Yuri's Revenge (2001)
- Command & Conquer: Red Alert 2 (2000)